# أكيتوشي كاوازو
أكيتوشي كاوازو ((باليابانية: 河津 秋敏)، ويقرأ كاوازو أكيتوشي)، و(بالإنجليزية: Akitoshi Kawazu) ولدَ في كوماموتو عام 1962. وهو منتج ألعاب ياباني كوماموتو. درس السيراميك في معهد طوكيو للتكنولوجيا. إنضم كوازو إلى سكوير (سكوير إينكس الآن) في عام 1985.
وهو أيضا مبدع سلسلة ساجا وفاينل فانتسي كريستال كرونيكلز.المنتج التنفيذي في سكوير إينكس ورئيس الشركة فريق الإنتاج 2.

## أعماله
- فاينل فانتسي – مصمم اللعبة
- فاينل فانتسي 2 – مصمم اللعبة
- ذا فاينل فانتسي لجند – مخرج وكاتب السيناريو
- فاينل فانتسي لجند 2 – مخرج وكاتب السيناريو
- رومنسنج ساجا – مخرج، سيناريو, مصمم النظام، ومصمم نظام المعركة
- رومنسنج ساجا 2 – مخرج، سيناريو, ومصمم اللعبة
- رومنسنج ساجا 3 – مخرج
- رودرانو هيهو – مشرف
- ساجا فرونتير – منتج ومخرج
- ساجا فرونتير 2 – منتج
- ريسنج لاجوون – منتج
- ليجند أوف مانا – منتج
- هتراكو تشكوبو – منتج
- وايلد كارد – مصمم اللعبة
- إنلميتد ساجا – منتج ومخرج
- فاينل فانتسي كريستال كرونيكلز – منتج
- رومنسنج ساجا: مينسترل سونغ – منتج ومخرج
- كود أيج كوماندرز: تسوجو مونو تسوجا ريرو مونو – منتج حصري
- فاينل فانتسي 12 – منتج حصري (مع يويتشي وادا)
- فاينل فانتسي كريستال كرونيكلز: رينجز أوف فيت – منتج حصري
- فاينل فانتسي كريستال كرونيكلز: ماي لايف أز أ كينج – منتج حصري
- فاينل فانتسي كريستال كرونيكلز: ذا كريستال بيررز – منتج وكاتب السيناريو
- لاست ريمننت – منتج حصري[3]
- إتز نيو فرونتير – مصمم[4]

## روابط خارجية
- أكيتوشي كاوازو على موقع IMDb (الإنجليزية)
- أكيتوشي كاوازو على موقع ميوزك برينز (الإنجليزية)
- أكيتوشي كاوازو على موقع قاعدة بيانات الفيلم (الإنجليزية)